# Віла Гласберг
Віла Гласберг (відомий також як Віктор Вермонт), народився 29 листопада 1907 року в Житомирі в Україні і помер у 1944 році в Аушвіці, молодший брат абата Олександра Гласберга. Ці два брати єврейського походження, які прийняли католицтво, рятували євреїв під час Другої світової війни у Франції. Віла Гласберг, засуджений, заарештований та депортований конвоєм № 69 7 березня 1944 року з Дрансі до Аушвіца. Обидва брати визнані Праведниками народів світу.

## Біографія
Віла Гласберг народився 29  листопада 1907 року в Житомирі, Україна. Його брат Олександр Гласберг народився 17 березня 1902 року в Житомирі, Україна.
Батьки хрестили своїх синів ще дітьми, мабуть, щоб захистити їх від антисемітських переслідувань. Після навчання у Відні, де вони жили у дядька, брати оселилися у Франції.

### Казобон
Віла Гласберг під іменем Віктор Вермонт став директором притулку в Шато-де-Беге в Казобоні в Жері. Він заручився підтримкою П'єра-Марі Теаса, єпископа Монтобана, який своєю чергою звернувся по допомогу для притулку до своїх колишніх бойових товаришів у Першій світовій війні: Фернана Сенту, мера Казобона та Лорана Талеса, парафіяльного священника Панжаса(Жер).
Понад 100 євреїв і неєвреїв були виселені з таборів у Франції й хотіли знайти притулок у Казобоні. Фернан Сенту надавав фальшиві документи. Вони працювали у замку та на фермах у регіоні. Вілі Гласбергу допомагали соціальні працівники: Ніна Гурфінкель, Нінон Хайт-Вейль (псевдонім д'Харкур), мадам Шрам, Анрі д'Андре та Сімона д'Андре, власники замку.
Притулок в Шато-де-Беге працював з жовтня 1942 року по кінець 1945 року. Згодом власники замку д'Андре будуть названі Праведниками народів світу.
26 серпня 1942 року абат Олександр Гласберг організував порятунок 100 єврейських дітей із Кемп де Венісьє в Ліоні. Йому довелося переховуватися, і він взяв псевдонім Елі Корвін, ставши парафіяльним священником у Л'Онор-де-Кос у Тарні і Гаронні, звідки він продовжив свої зусилля з порятунку. 19 серпня 1943 року після доносу поліція прийшла заарештувати Віла Гласберга, вважаючи, що це Олександр Гласберг або, за іншою версією, за його діяльність у русі опору.
7 березня 1944 року його депортували з табору Дрансі до Аушвіца конвоєм №69.

## Нагороди
- Визнаний Праведником народів світу разом зі своїм братом Олександром Гласбергом 17 червня 2003 року[9][13][14][15]
- Меморіальна дошка для Віла Гласберг у Шато-де-Беге в Казобоні в Жері, відкрита в жовтні 2014 року[9] (фото[16]).